# Pierre Schaeffer
Pierre Henri Marie Schaeffer (Nancy, 14 d'agost de 1910 - Ais de Provença, 19 d'agost de 1995) va ser un compositor, escriptor, radiodifusor, enginyer, musicòleg i acústic francès. El seu treball innovador tant en les ciències, especialment en les comunicacions i l'acústica, la música, la literatura i la presentació de la ràdio després del final de la Segona Guerra Mundial, així com el seu activisme antinuclear i la seva posició com a crític a la cultura existent li van atorgar un reconeixement generalitzat durant tota la seva vida.
Entre la gran varietat d'obres i projectes que va emprendre, Schaeffer és àmpliament i actualment reconegut per la seva innovació en la música electrònica i experimental, essent el seu rol de desenvolupador principal d'una forma única i primerenca d' avant -més músic conegut com musique concrète. El gènere va sorgir a Europa a partir de la utilització de la nova tecnologia musical desenvolupada a l'època d'Alemanya post nazi, seguint l'avanç de la música electroacústica i acusmàtica.
Els escrits de Schaeffer (que inclouen assaigs escrits i radioenllaçats, biografies, novel·les curtes, diversos tractats musicals i diverses obres teatrals)  sovint s'orienten al seu desenvolupament del gènere, així com a la teòrica i filosofia de la música en general.
Avui, Schaeffer és considerat un dels músics experimentals, electroacústics i posteriorment electrònics més influents, havent estat el primer compositor a utilitzar una sèrie de tècniques contemporànies d'enregistrament i mostreig que actualment s'utilitzen a tot el món per gairebé totes les companyies de producció discogràfica. Els seus esforços de col·laboració (amb per exemple, Pierre Henry) es consideren fites en les històries de la música electrònica i experimental.

## Trets biogràfics
Estudià a l'École Polytechnique i a l'École Supérieure d'Electricité et de Telecomunications de Paris (1931). L'any 1936 va ingressar al Departament de Radiodifusió Francesa, on va treballar amb compositores com Éliane Radigue. Fill de músics, sempre es va interrogar sobre el fenomen musical. De fet, la major part del seu treball és una reflexió sobre la naturalesa i la riquesa del so, el seu contingut i la seva importància relativa, que analitzava utilitzant el terme d'"objecte sonor". El 1948, va començar a fer experiments amb sons o seqüències enregistrats en discs. Així va néixer una de les seves primeres composicions: 'Estudi dels ferrocarrils. La seva recerca el va portar a fundar el 1951 el Grup de Recerca de Música concreta, al si de la Ràdio-Televisió Francesa, que es va convertir el 1958, en el Grup de recerques musicals (GRM) que el 1960 esdevindrà un departament del Servei d'Investigació de la RTF, embrió de l'Institut Nacional de l'Audiovisual (INA, 1974). Luc Ferrari, Pierre Henry i Riedl foren uns estrets col·laboradors des del començament d'aquesta aventura i es van convertir en grans compositors del gènere.

### Primeres experimentacions, ràdio i família
Més tard dins 1934 Schaeffer obté la seva primera feina com a enginyer, treballant en telecomunicacions a Estrasburg. L'any 1935 va començar una relació amb Elisabeth Schmitt, i més tard es va casar i tingué la seva primera filla, Marie-Claire Schaeffer. Ell i la seva família van anar a viure a París on va entrar a la Radiodiffusion Française (ara anomenada Radiodiffusion-Télévision Française) dins 1936 i va començar la seva feina retransmetent i presentant. Allà va començar a perdre els seus interessos inicials en telecomunicacions i interessarse per la música, combinant les seves habilitats com un enginyer amb la seva passió per so. En la seva feina a l'estació, Schaeffer va experimentar amb enregistraments i un assortiment d'altres dispositius -els sons que va fer i les aplicacions d'aquells sons- després de convèncer l'administració per permetre-li utilitzar l'equipament de la ràdio. Aquest període d'experimentació va ser significatiu per Schaeffer, portant endavant moltes qüestions fonamentals que es plantejava en els límits d'expressió musical moderna.

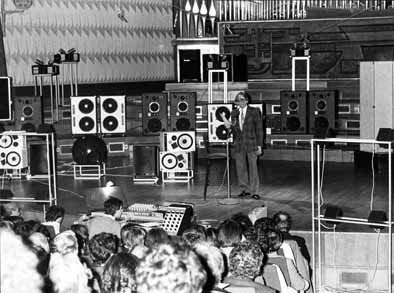
Schaeffer Presentant el Acousmonium.

En aquests experiments, Pierre va provar de reproduir sons enrere, alentint-los, accelerant-los amunt i juxtaposant-los amb altres sons, tècniques que eren virtualment desconegut en aquell temps. Va començar a treballar amb contemporaris seus que va conéixer a través de RTF, i la seva experimentació va aprofundir. La feina de Schaeffer gradualment esdevenia més avantguarda, mentre va desafiar estil musical tradicional amb l'ús de diversos dispositius i pràctiques. Una varietat única d'equip electrònic —uns que Schaeffer i els seus col·legues van crear, utilitzant les seves habilitats d'enginyeria pròpies— van tenir un paper en la seva feina, com el  Francois Bayle Acousmonium ialtres dispositius com gramaphones i algunes de les primeres enregistradores de  cinta.

### Començaments de la seva carrera d'escriptor
L'any 1938 Schaeffer va començar la seva carrera com a escriptor, redactant diversos articles i assajos pel Revue Musicale, una revista francesa de música. La seva primera columna, Veritats Bàsiques, va proporcionar un examen crític d'aspectes musicals del temps.
Un conegut ardent Catòlic, Schaeffer va començar a escriure peces religioses petites, i en el mateix any que les seves Veritats Bàsiques va publicar la seva primera novel·la: Chlothar Nicole — una novel·la cristiana curta.

### Club d'essai i l'origen de musique concrète
Amb l'augment de poder nuclear després que Segona Guerra Mundial, Schaeffer esdevenia un activista notable en el anti-moviment nuclear, un dels factors principals que es va associar amb la seva vida personal a part de la seva feina en el camp de música.

### Groupe de Recherche de Musique Concrète
L'any 1949, Schaeffer va conèixer el percussionista-compositor Pierre Henry, amb qui va col·laborar en moltes composicions musicals diferents, i l'any 1951, va fundar el Groupe de Recherche de Musique Concrète (GRMC) en la Institució Radiofònica francesa. Això li va donar un estudi nou, el qual va incloure un magnetòfon. Això era un desenvolupament significatiu per Schaeffer, qui anteriorment va haver de treballar d'amb fonògrafs i giradiscos per produir música. Schaeffer És generalment reconegut per ser el primer compositor que escrivia música que utilitza cinta magnètica. La seva experimentació continuada li va dirigir a publicar À la Recherche d'une Musique Concrète (francès per "Dins Recerca d'una Música Concreta") dins 1952, el qual era un amalgama dels seus mètodes de treball fins a aquell punt. La seva òpera única, Orphée 53 ("Orpheus 53"), va ser premiada l'any 1953.
Schaeffer Va deixar el GRMC dins 1953 i va reformar el grup dins 1958, el Groupe de Recherche Musicale[s] (GRM) (al principi sense "s", llavors amb "s"), on ell va tutorar breument  Jean Michel Jarre, entre altres estudiants. El seu últim "etude" (estudi) va ser publicat l'any 1959: el "Estudi d'Objectes" (Etudes aux Objets).
L'any 1954 Schaeffer funda una discogràfica Ocora ("Oficina de Coopération Radiophonique") amb el compositor, pianista i musicòleg Charles Duvelle, amb l'objectiu de conservar els sons rurals africans. Ocora També va servir com a utilitat per entrenar tècnics en les ràdios africanes. Avui en dia és encara dirigida per Duvelle.
Dins 1988, Schaeffer va aparèixer en un article de New York Times sobre el terratrèmol d'Armènia de 1988. Schaeffer hi havia dirigit un equip de rescat de 498 membres en Leninakan per ajudar trobar supervivents.

### Mort i vida més tardana
Schaeffer esdevenia un professor associat al Conservatori de París de 1968 a 1980 després de crear una "classe d'aplicació i música fonamental a l'audiovisual." Va patir de Alzheimer més tard en la seva vida, i mor per això en Aix-en-Provence l'any 1995. Tenia 85 anys. És enterrat en Delincourt,on tenia una propietat rural.
Schaeffer va ser després recordat per molts dels seus col·legues amb el títol, "el Músic del Sons".

## Llegat

### Musique concrète

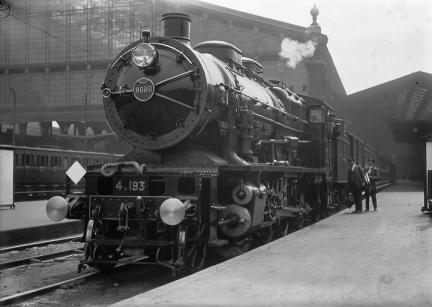
Schaeffer Sovint creat la seva "música concreta" amb sons reals del món. L'Estudi de Ferrocarril (francès: "Étude aux chemins de fer"), va presentar els enregistraments dels sorolls que feien trens corrent al llarg de les vies de ferrocarril.

El terme musique concrète (francès, literalment "música concreta"), va ser encunyat per Schaeffer l'any 1948. Schaeffer creia que la música tradicionalment clàssica (o com deia, "seriós") la música comença com una abstracció (notació musical) que més tard produeix música audible. En contrast, la  Musique concrète,, busca els "sons" concrets que emanen de fenòmens de base i els abstrau a una composició. El terme musique concrète és llavors, en essència, el trencament de la producció estructurada amb instruments tradicionals, harmonia, ritme, i fins i tot teoria de música, en un intent de reconstruir música de baix cap a dalt.
Del punt de vista contemporani, la importància de la música concreta de Schaeffer és incaltulable. Va desenvolupar el concepte d'incloure qualsevol i tots els sons al vocabulari de música. Al principi va concentrar en treballar amb sons diferents de aquells produïts per instruments musicals tradicionals. Més tard damunt, va trobar que era possible treure la familiaritat de sons d'instruments i abstrau els sons més enllà per tècniques com treure l'atac del so enregistrat. Sigui entre els primers músics a manipular so enregistrat pel propòsit d'utilitzar-lo conjuntament amb altres sons per tal de compondre una peça musical. Tècniques com looping de cinta i empalmar cintes van ser utilitzades per ell en la seva recerca, sovint semblantment a un collage sonor. Amb Schaeffer la manipulació de so enregistrat esdevenia possible únicament amb tecnologies que van ser desenvolupades després que Segona Guerra Mundial, que ja havia acabat a Europa. La seva feina és reconeguda avui com un precursor essencial a pràctiques de mostreig contemporani. Schaeffer Era entre el primer per utilitzar l'enregistrament com una tecnologia en una manera creativa i concretament musical, exposant el poder dels instruments electrònics i experimentals en una manera similar a Luigi Russolo, qui va admirar i de qui es va inspirar.
A més, va emfasitzar la importància de "tocar" (en els seus termes, jugar) en la creació de música. Schaeffer idea de tocar ve del verb francès jouer, el qual porta el mateix significat doble com el joc de verb anglès: 'per gaudir de un mateix interaccionant amb el seu entorn, així com 'per operar un instrument musical'. Aquesta idea és nucli del concepte de musique concrète, i reflecteix damunt la improvisació lliure, o potser més concretament improvitsació electroacústica, del punt principal de la feina i recerca de Schaeffer.

### Influències a la música
Pierre va tutelar l'estudiant en GRM, Jean Michel Jarre, qui ta tindre un gran èxit internacional gran en la seva carrera musical pròpia.L'àlbum de Jarre de l'any 1997, Oxygene 7-13, fou dedicat a Schaeffer. Pierre Henry també li va fer un tribut, component el seu Écho d'Orphée. Altres alumnes notables seus inclouen Joanna Bruzdowicz, Bernard Parmegiani, Micheline Coulombe Sant-Marcoux, Armando Santiago, Elzbieta Sikora i Éliane Radigue.

### Altres
Avui, en el seu honor, el Qwartz Premis de Música Electrònica ha anomenat molts dels seus esdeveniments passats després de Schaeffer. Pierre mateix en va guenyar el premi diverses vegades.

## Mètode compositiu
En els seus experiments, enregistrava en un magnetòfon sons quotidians (com el so d'una campana, el soroll d'un tap en obrir una ampolla, una veu humana, etc.) que posteriorment, transferia d'una cinta a una altra, combinant-los, superposant-los, canviant-ne la velocitat i la direcció de tal manera que sovint els sons originals eren irreconeixibles. La composició final resultava un muntatge de sons enregistrats en una cinta que podia ser escoltada sense necessitat de cap intèrpret.
En el seu llibre titulat A la recerca de la música concreta i especialment en el Tractat dels Objectes Musicals, explica la seva teoria sobre aquesta música, que es pot exemplificar amb aquesta frase:
| « | El miracle de la música concreta, que intento fer sentir al meu interlocutor, és que en el transcurs de les experiències, les coses comencen a parlar d'elles mateixes, com si ens portessin el missatge d'un món que ens era desconegut. | » |

## Obra

### Música
Totes les composicions musicals de Schaeffer (concrète o no) van ser enregistrats abansdel CD, en cassets o una forma més arcaica de cinta magnètica (per tant el terme "discography" no pot ser apropiadament utilitzat aquí). La distribució de la seva feina va ser limitada en el millor dels casos, i cada peça era com una mostra a les masses. Ell creia que la seva música era nova i una mica revolucionaria. La producció original de la seva feina va ser feta pel "Groupe de Recherches Musicales" (conegut com a GRM; ara operat per INA o el Institut nacional de l'audiovisuel), l'empresa que inicialment es va formar al voltant de les seves creacions. Altra música va ser retransmesa viva (Pierre ell sent un notable en la ràdio francesa del temps) i/o feta en concert en directe. Algunes pistes individuals fins i tot trobat la seva manera per a l'ús per part l'ús d'altres artistes, amb la feina de Pierre sent utilitzada en actuacions de mímica i ballets. Ara després de la seva mort, diverses empreses de producció musicals, com Disques Adès i Phonurgia Nova han rebut drets donats per distribuir la seva feina.
A sota és una llista de Schaeffer feines musicals, mostrant les seves composicions i l'any(s) van ser enregistrats.
- Concertino-Diapason (1948; la col·laboració amb J.-J. Grunenwald)
- Cinq études de bruits (1948)
- Suite pour 14 instruments (1949)
- Variacions sur une flûte mexicaine (1949)
- Bidule ca ut (1950; col·laboració amb Pierre Henry)
- La course au kilocycle (1950; la ràdio puntuació, la col·laboració amb Pierre Henry)
- L''oiseau r.a.m'.  (1950)
- Symphonie pour un homme seul (1950; col·laboració amb Pierre Henry; versions revisades el 1953, 1955, 1966 (Henry))
- Toute la lira (1951; la pantomima, la col·laboració amb Pierre Henry. També conegut com a Orphée 51)
- Masquerage (1952; film puntuació)
- Les paroles dégelées (1952; música per a una producció de ràdio)
- Scènes de Don Juan (1952; música incidental, la col·laboració amb Monique Rollin)
- Orphée 53 (1953; òpera)
- Sàhara d'aujourd'hui (1957; film puntuació, la col·laboració amb Pierre Henry)
- Continu" (1958; col·laboració amb Luc Ferrari)
- Etude aux fills animés (1958)
- Etude aux allures (1958)
- Exposició française à Londres (1958; col·laboració amb Luc Ferrari)
- Etude aux objets (1959)
- Nocturn aux chemins de fer (1959; música incidental)
- Phèdre  (1959; música incidental)
- Simultané camerounais (1959)
- Phèdre (1961)
- L''aura d'Olga (1962; música per a una ràdio de producció, la col·laboració amb Claude Arrieu)
- Le trièdre fèrtil (1975; col·laboració amb Bernard Durr)
- Bilude (1979)

A part de la seva publicat i difusió de la música, Schaeffer va dur a terme diverses (i concretament relacionatdes amb musique concrete ) presentacions a través de la ràdio francesa. Tot i que aquestes emissions contenien peces musicals fetes per Schaeffer, que no poden ser adequadament descrits com a part de la seva principal línia de creació musical. Això és degut al fet que els "assaigs"de la ràdio, com van ser apropiadament anomenats, van ser, principalment, el relat de les teories filosòfiques musicals Schaeffer en lloc de composicions i d'ells mateixos.
Algunes de les narracions de ràdio d'Schaeffer::
- The Shell Filled With Planets (1944)
- Cantata to Alsace (1945)
- An Hour of the World (1946)
- From Claudel to Brangues (1953)
- Ten Years of Radiophonic Experiments from the 'Studio' to the 'Club' d'Essai: 1942–1952 (1955)

### Producció destacada
La producció literària d'Schaeffer abasta un ventall de gèneres, tant en termes de ficció i no-ficció. Va escriure predominantment tractats i assajos, però també va escriure crítiques de cine així com dues obres de teatre. Un fervent Catòlic, Schaeffer va escriure Chlothar Nicole (francès: Clotaire Nicole; publicat 1938)—un Cristià novel·la o conte—i Tobias (francès: Tobie; publicat 1939) un religiosa basada en el joc.

#### Ficció

##### Novel·les i contes
- Chlothar Nicole (1938)
- El Tutor del Volcà (1969)
- Preludi, Brose i Fuga (1981)

##### Obres de teatre
- Tobie (1939)
- Secular Jocs (1946)

#### No ficció
- Traité des objets musicaux (1966)
- Solfège de l'objet sonore (1967)
- America, We Ignore You (1946)
- The Non-Visual Element of Films (1946)
- In Search of a Concrete Music (1952)
- Music and Acoustics (1967)